# Prefektura Nagasaki
Prefektura Nagasaki (jap. 長崎県 Nagasaki-ken) – prefektura w Japonii, na zachodnim wybrzeżu wyspy Kiusiu (Kyūshū) i setkach wysp u jej wybrzeży. Jej stolicą jest miasto Nagasaki.

## Geografia
Prefektura jest otoczona z trzech stron Morzem Wschodniochińskim, od północy i północnego wschodu graniczy na lądzie z prefekturą Saga, a poprzez  zatokę Ariake z prefekturami: Kumamoto i Fukuoka. Należy do niej ok. 1 tys. wysp, a największe z nich to: Tsushima, Iki i archipelag Gotō. Długość linii brzegowej wynosi ponad 4000 km. 
W centrum prefektury znajduje się prawie zamknięta zatoka Ōmura o powierzchni 320 km². Jest ona połączona od północy z zatoką Sasebo, wychodzącą na Morze Wschodniochińskie, jedynie poprzez dwie cieśniny: Hario o szerokości około 200 m oraz Haiki o szerokości 10 m w najwęższym miejscu. Na zachód od zatoki Ōmura znajduje się półwysep Nishi-Sonogi, a na południowy zachód – półwysep Nagasaki. Na południowym wschodzie znajduje się morze Ariake, zatoka o powierzchni 1700 km², która oblewa półwysep Shimabara z grupą wulkanów Unzen. Od zachodniej strony półwyspu znajduje się zatoka Tachibana. 

### Shimabara
Półwysep Shimabara został utworzony w wyniku erupcji wulkanicznych góry Unzen. Na przestrzeni dziejów spowodowały one ogromne zniszczenia i liczne ofiary śmiertelne. Ostatnie z nich miały miejsce w latach 90. XX wieku. Jest to jednak interesujące miejsce dla turystów ze względu na liczne, gorące źródła (onsen) i możliwości, popularnych w Japonii, pieszych wędrówek. Miasto Unzen Onsen, znajduje się w pobliżu szczytu tego wciąż aktywnego wulkanu.
Zamek Shimabara, zbudowany we wczesnym okresie Edo (1603–1868), był znacznie większy niż budowle tego rodzaju w innych domenach o podobnym statusie. Aby osiągnąć ten cel narzucono ludności wysokie podatki, które wraz z prześladowaniami religijnymi miejscowych chrześcijan, były głównymi czynnikami, które doprowadziły do powstania chłopskiego w latach 1637–1638. Zamek został zniszczony w okresie Meiji (1868–1912). Obecne budynki to betonowe rekonstrukcje z 1964 roku. Mieści się tam muzeum m.in. z kolekcją chrześcijańskich artefaktów wydobytych z ruin zamku, broń i zbroje, a także wystawa prezentująca prace Seibō Kitamury (1884–1987), rzeźbiarza, który wykonał posąg w Parku Pokoju w Nagasaki.

### Wyspy Gotō
Wyspy Gotō leżą około 100 km od wybrzeża Kiusiu na Morzu Wschodniochińskim. Zgodnie ze swoją nazwą składają się z pięciu głównych wysp, z których Fukue i Nakadori to dwie najbardziej zaludnione i odwiedzane. Są znane przede wszystkim ze swojej historii związanej z chrześcijaństwem i „ukrytymi chrześcijanami”, którzy praktykowali w tajemnicy swoją wiarę ponad dwa stulecia. Na wyspach jest wiele kościołów, z których cztery latem 2018 roku zostały wpisane na listę światowego dziedzictwa.

### Hirado
Wyspa Hirado była w minionych stuleciach miejscem międzynarodowych kontaktów handlowych ze względu na swoje bliskie położenie do kontynentu azjatyckiego. Pierwszym zachodnim kupcom towarzyszyli chrześcijańscy misjonarze, którzy w swojej pracy odnosili początkowo pewne sukcesy. Jednak wraz ze wzrostem wpływów tej religii na Japończyków siogunat Tokugawa wypędził misjonarzy i zakazał chrześcijaństwa na ponad dwa stulecia. Niektórzy chrześcijanie w Hirado potajemnie kontynuowali praktykowanie swojej religii, aż do zniesienia zakazu chrześcijaństwa w okresie Meiji.

## Historia
Region obecnej prefektury Nagasaki odegrał ważną rolę w historii Japonii i był miejscem znaczących wydarzeń: od frontowej obrony dwóch inwazji mongolskich pod koniec XIII wieku, po prześladowania chrześcijan w okresie Edo (1603–1868) i zrzucenie bomby atomowej na Nagasaki w 1945 roku. 
Gdy siogunat w okresie Edo zamknął granice i rozpoczęła się 214-letnia izolacja narodowa w latach 1639–1853 Nagasaki było jedynym portem, który otrzymał zezwolenie na prowadzenie handlu zagranicznego. W związku z tym ogromne zasoby nauki i kultury, nowych towarów, żywności i broni napłynęły do i z Japonii, co w znacznym stopniu przyczyniło się do modernizacji tego kraju. Dziś wiele nowości z tamtego okresu, jak: jedzenie (np. ciasto biszkoptowe kasutera, chleb, piwo, kawa, pasta), architektura (kamienne mosty, budynki faktorii), festiwale (Nagasaki Kunchi Festival, Nagasaki Lantern Festival), kultura, jest obecnych w prefekturze do dziś.
Wyspy Iki i Tsushima, położone w prefekturze Nagasaki, są wymienione w chińskim tekście historycznym Sanguo Zhi (Kronika Trzech Królestw) z III wieku jako najstarsze królestwa Japonii, które komunikowały się z Chinami.
W epoce odkryć geograficznych do Japonii dotarła fala zachodnich wpływów. Zaczęła się w 1550 roku, kiedy do Hirado przybył pierwszy portugalski statek. Od tego czasu mieszkańcy regionu Nagasaki weszli w kontakty z Europejczykami, misjonarzami z Hiszpanii i Portugalii. Daimyō Sumitada Ōmura został pierwszym chrześcijańskim feudałem i wysłał czterech młodych Japończyków jako ambasadorów, aby odwiedzili papieża w 1582 roku. Po tym wydarzeniu zbudowano wiele kościołów, a kultura chrześcijańska rozkwitła tutaj do tego stopnia, że miasto zyskało przydomek „Małego Rzymu”.
Jednak w 1587 roku przywódca polityczny i militarny Hideyoshi Toyotomi (1536–1598) w obawie, iż Japonia zostanie podbita, wydał edykt wydalający misjonarzy. W 1597 roku dwudziestu sześciu chrześcijan, w tym Hiszpanów, Włochów i Japończyków, zostało aresztowanych w Kioto i Osace i następnie ukrzyżowanych w Nagasaki na wzgórzu Nishizaka. Jako męczennicy zostali beatyfikowani w 1627, a kanonizowani w 1862 roku.
Pilot-nawigator William Adams (Miura Anjin, 1564–1620), znany jako pierwszy angielski samuraj, przybył w 1600 roku na holenderskim statku „De Liefde” i pomógł założyć w Hirado placówki handlowe należące do: Holenderskiej Kompanii Wschodnioindyjskiej (niderl. Vereenigde Oostindische Compagnie, VOC; dosł. „Zjednoczona Kompania Wschodnioindyjska”) w 1609 i następnie British East India Company w 1613 roku.
Zakaz religijny został wkrótce rozszerzony, wszystkie kościoły zniszczone i rozpoczęto wznoszenie świątyń buddyjskich (tera). Wielu misjonarzy i japońskich chrześcijan poniosło śmierć męczeńską. W czasie powstania na półwyspie Shimabara, gdzie mieszkało wielu chrześcijan, około 37 tys. chłopów straciło życie. Ostatecznie, w latach trzydziestych XVII wieku, trzeci siogun Iemitsu Tokugawa (1604–1651) wydał serię edyktów i zapoczątkował politykę izolacji kraju (sakoku). 
Przez następne 214 lat miasto i region stały się jedynym oknem Japonii na Zachód i centrum wymiany międzynarodowej dla całej Japonii. Młodzi ludzie przybywali zewsząd, aby zdobywać nową wiedzę z zakresu m.in.: medycyny, wojskowości, astronomii, chemii.
W 1792 roku erupcja wulkanu Unzen na półwyspie Shimabara spowodowała osunięcie zbocza góry Mayu-yama (w tym samym kompleksie wulkanicznym) do zatoki Ariake-kai. Lawina ziemi przeszła przez miasto Shimabara i spowodowała tsunami. Śmierć poniosło 15 tys. ludzi.
Rola Nagasaki jako jedynego portu handlowego zakończyła się wraz z otwarciem kraju na świat w 1853 roku, ale miasto i region podjęły się nowych zadań w procesie modernizacji kraju. Kupcy i przedsiębiorcy, którzy dorabiali się na międzynarodowym handlu i współpracy gospodarczej, budowali rezydencje w zachodnim stylu, które można do dziś zwiedzać. 
Jednym z takich ludzi był szkocki kupiec i przemysłowiec, Thomas Blake Glover (1838–1911). Rozwinął on różnorodne przedsiębiorstwa, w tym budowy statków i wydobycia węgla we współpracy z firmą Mitsubishi. Przykładem jest wyspa-kopalnia węgla Hashima (znana również jako Gunkan-jima lub Battleship Island). Dom Glovera jest najstarszym przykładem architektury drewnianej w stylu zachodnim w Japonii.

## Miasta
W skład prefektury wchodzi 13 miast (-shi 市, poniżej) oraz kilka mniejszych miasteczek.

- Gotō
- Hirado
- Iki
- Isahaya
- Matsuura
- Minami-Shimabara
- Nagasaki (stolica)
- Ōmura
- Saikai
- Sasebo
- Shimabara
- Tsushima
- Unzen

## Galeria

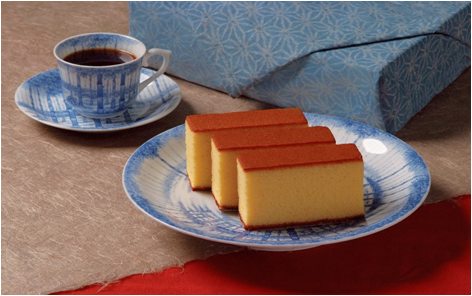
Kasutera[a]
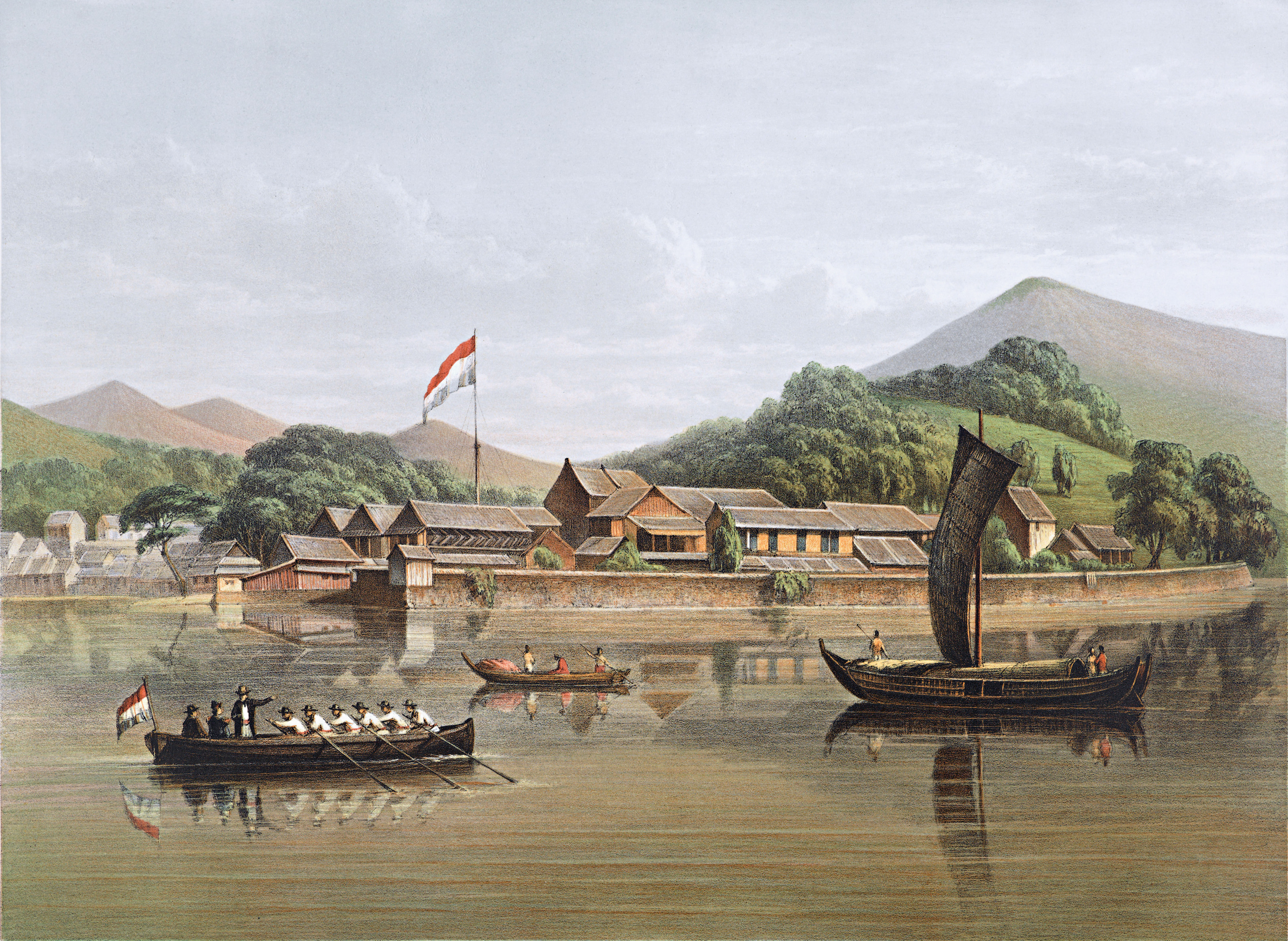
Carl Wilhelm Mieling (1815–1903), Widok na Dejimę od strony zatoki Nagasaki
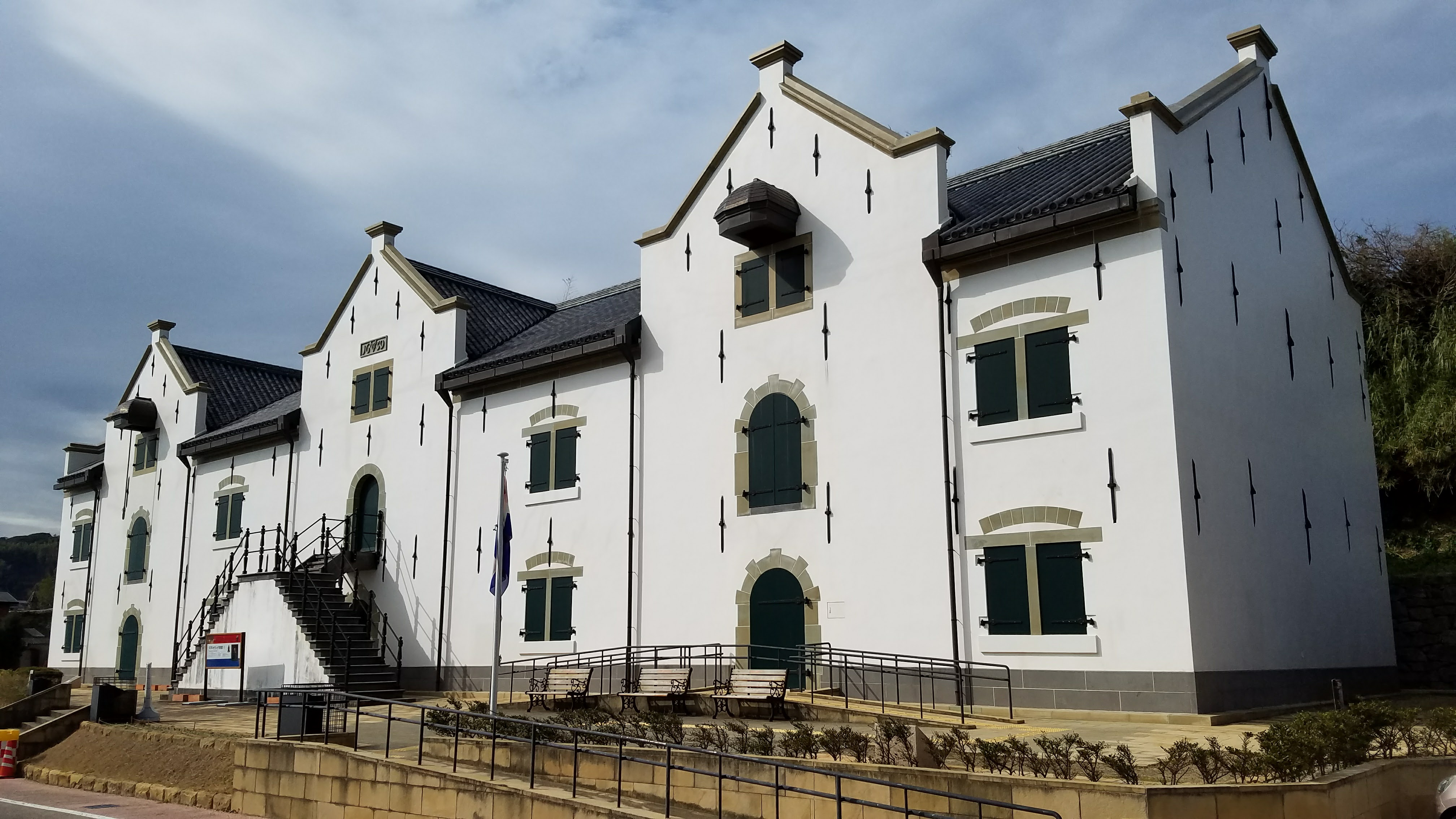
Holenderska Placówka Handlowa w Hirado[b]
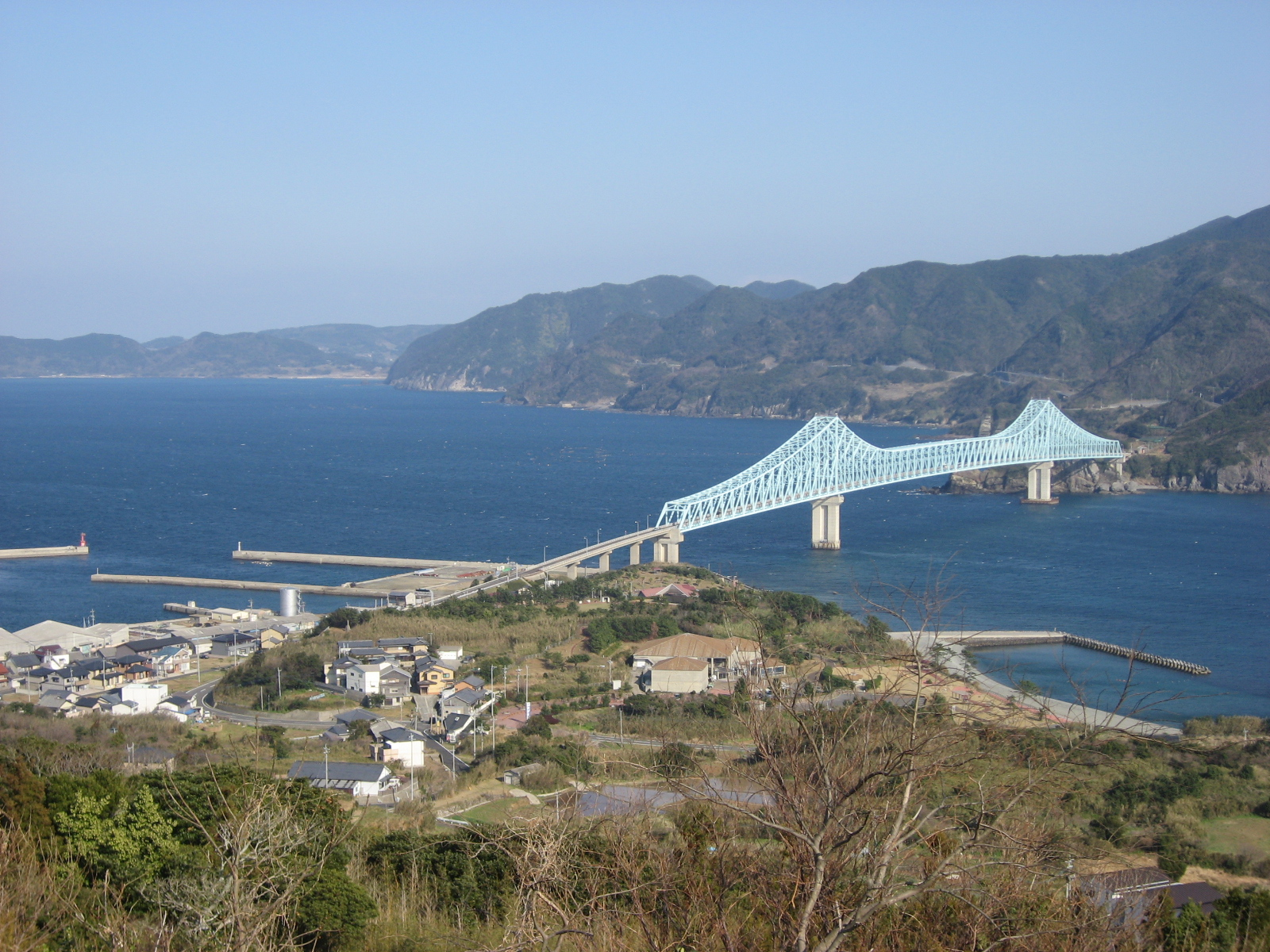
Most Ikitsuki łączący wyspy Hirado i Ikitsuki
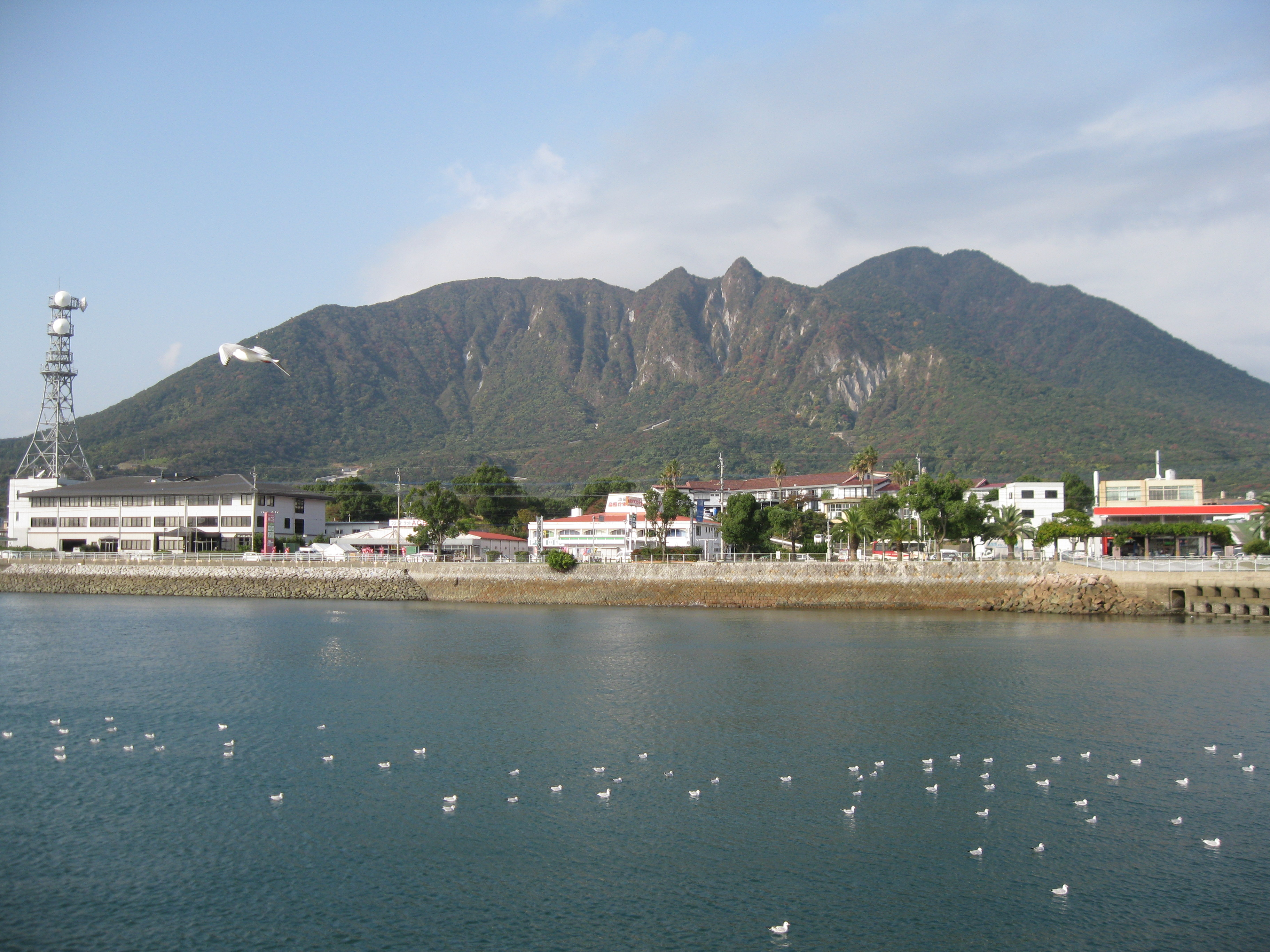
Shimabara Mayu-yama
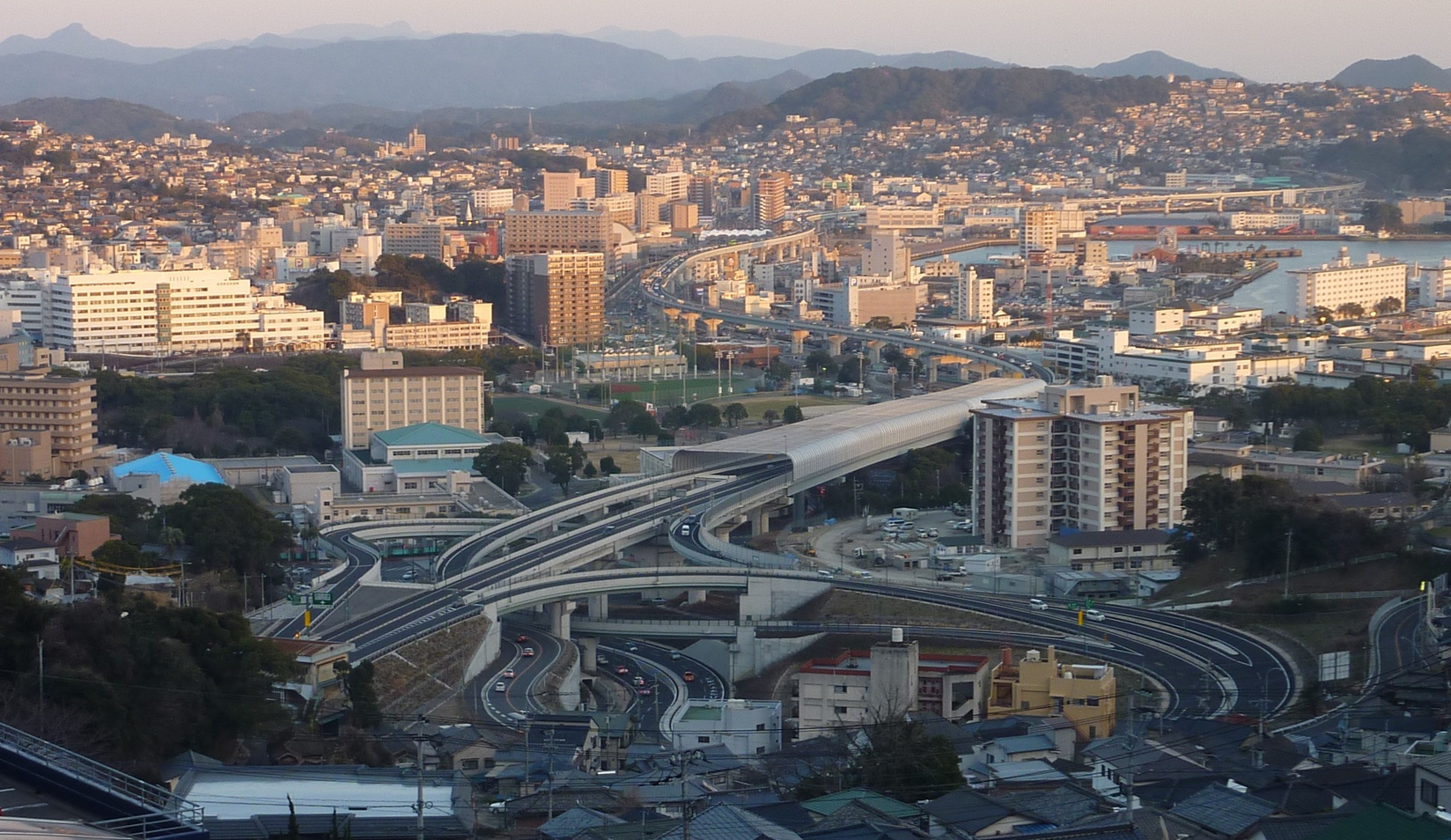
Panorama Sasebo
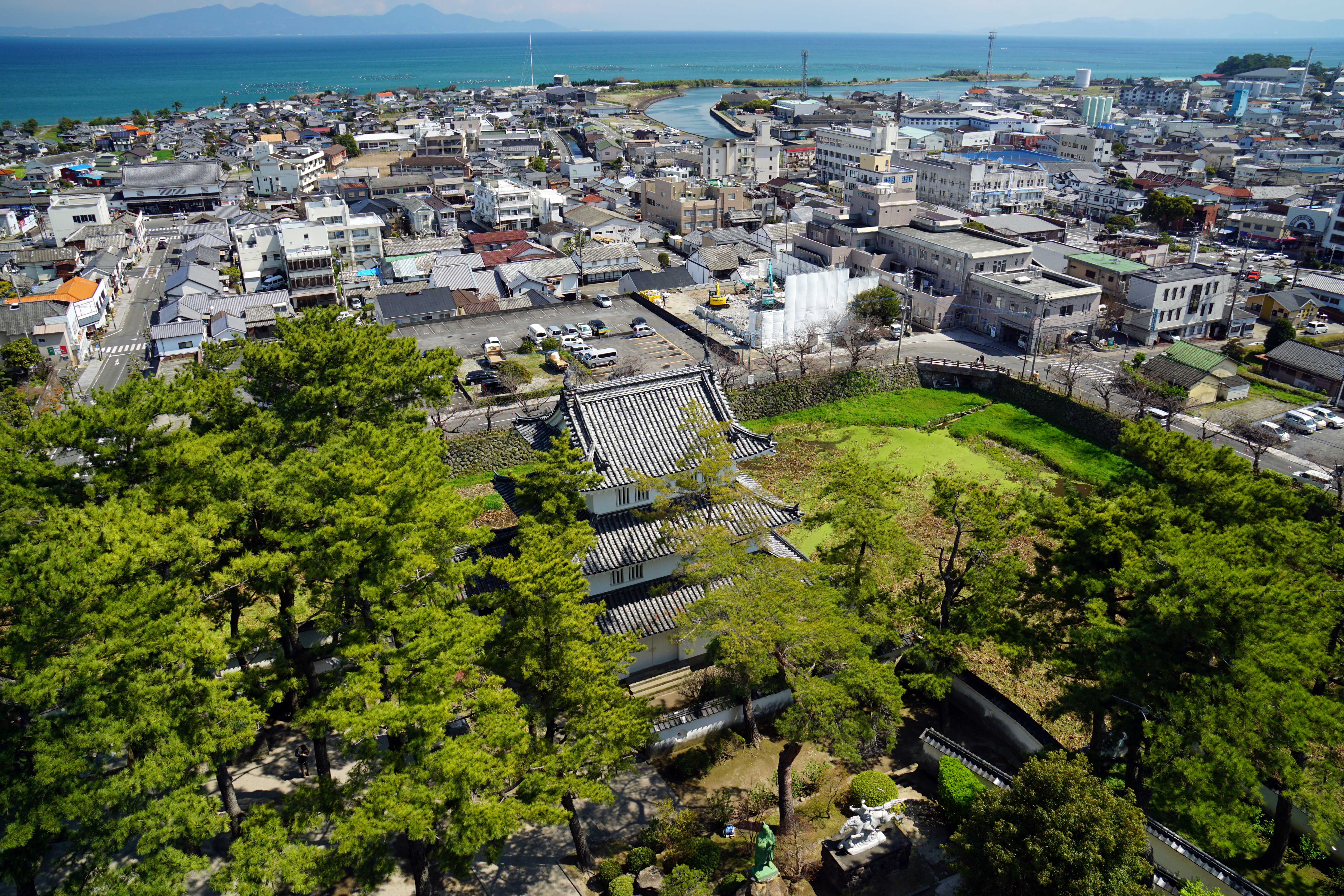
Widok z zamku Shimabara na miasto